# Pardal de Kenya
El pardal de Kenya és una espècie d'ocell de la família dels passèrids (Passeridae). Habita sabanes, terres de conreu i ciutats de Kenya i nord de Tanzània.